# Svegs tingsrätt
Svegs tingsrätt var en tingsrätt i Sverige med säte i Sveg. Tingsrättens domsaga omfattade kommunerna Berg och Härjedalen. Tingsrätten och dess domsaga ingick i domkretsen för Hovrätten för Nedre Norrland. Tingsrätten upphörde den 17 maj 2004 och domstolen och dess domsaga uppgick i Östersunds tingsrätt och dess domsaga.

## Administrativ historik
Vid tingsrättsreformen 1971 bildades denna tingsrätt i Sveg av häradsrätterna för Svegs och Hede tingslag och Bergs tingslag och delar ur Jämtlands västra domsagas tingslag samt Jämtlands östra domsagas tingslag. Domkretsen bildades av tingslagen. 1971 omfattade domsagan Berg samt de kommuner som 1974 bildade Härjedalens kommun. Tingsplats var Sveg och Svenstavik.

## Tingshus
Tingshuset på Fjällvägen 15 uppfördes 1879 för Svegs tingslag. 1920 tillkom ett kanslihus. Efter att tingsrätten uppgick i Östersunds tingsrätt kvarstod byggnaden som tingsställe. Den sista förhandlingen hölls i juni 2009.

## Lagmän
- 1971–1983 Sven Bergman
- 1983-1990: Hans-Ture Skoglund
- 1990–2001: Claes Ljungberg
- 2002-2004: Peter Ekström